# 施妍
施妍（： Si Yeon，2000年11月14日—），本名朴正炫（： Park Jung Hyun），韓國女演員、歌手。幼時曾以兒童演員身份拍過一些廣告、電戲劇、短劇。2008年開始在Pledis娛樂當練習生，經過長達9年的時間，於2017年以女子團體PRISTIN成員出道。2019年5月24日官方宣布PRISTIN解散，施妍與Pledis娛樂解約。

## 經歷

### 練習生時期
2008年加入Pledis娛樂。出道前便曾出演多個同門前輩的MV拍攝，如After School 《Bang!》 、Orange Caramel 《A~ing》、 Pledis娛樂家族專輯《Happy Pledis 2012》的《Love Letter》和NU'EST的 《I'm Bad》。

### 出道前：PRODUCE 101
2015年12月，施妍以Pledis娛樂練習生的身份參加Mnet選秀節目《PRODUCE 101》，最終排名為第二十五名，無緣成為限定團體I.O.I成員。2016年3月成為PLEDIS Girlz的成員，在5月起每周六都在PLEDIS Girlz Concert中演出。在6月發佈PLEDIS GIRLZ單曲《WE》，施妍參與作詞。
。

### PRISTIN
2017年3月21日施妍作為PRISTIN的成員正式出道，4月與ASTRO成員車銀優成為MBC《Show! 音乐中心》的主持人。
2018年1月27日，兩人離開職位。
2019年5月23日官方宣布PRISTIN解散，施妍與Pledis娛樂解約。

### 新的開始
2020年5月25日 ，韓國媒體報道指出，近日有SNS上傳了某電影拍攝現場的咖啡車照片，而咖啡車的主人公是施妍，同時該電影名為《新林男女》，施妍將以演員的身份重啓演藝活動。隨後，施妍在Instagram上傳劇本的照片，再次向粉絲們透露她確定出演電影《新林男女》的消息：「大家好，我是施妍，以報導的方式讓大家知道消息真的很抱歉，目前電影團隊正在協調宣傳行程中，還請各位敬請期待演員朴施妍的初作品《新林男女》，第一次就擔任主角，度過了相當愉快有趣的時光，未來我將以演員的身份活動，謝謝。」

## 音樂作品

### 參與歌曲
| 年份   | 發佈日  | 歌手         | 歌名           | 備註                            |
| ------ | ------- | ------------ | -------------- | ------------------------------- |
| 2016年 | 3月19日 | 7 go up      | Yum-Yum (얌얌) | 以《PRODUCE 101》練習生身份參與 |
| 2016年 | 6月27日 | PLEDIS Girlz | We             |                                 |

### 詞曲創作
韓國音樂著作權協會之登記編號：박정현 / PARK JUNGHYUN（10012713），5首。
| 年份   | 歌手         | 專輯名稱               | 歌名           | 作詞 | 作曲 |
| ------ | ------------ | ---------------------- | -------------- | ---- | ---- |
| 2016年 | PLEDIS Girlz | 《WE》 《HI! PRISTIN》 | WE             |      |      |
| 2017年 | PRISTIN      | 《HI! PRISTIN》        | Over n Over    |      |      |
| 2017年 | PRISTIN      | 《SCHXXL OUT》         | WE ARE PRISTIN |      |      |
| 2017年 | PRISTIN      | 《SCHXXL OUT》         | ALOHA          |      |      |
| 2017年 | PRISTIN      | 《SCHXXL OUT》         | 너말야너       |      |      |

### 參演其他歌手音樂影片
| 年份   | 日期     | 歌曲名稱    | 歌手           |
| ------ | -------- | ----------- | -------------- |
| 2010年 | 3月25日  | Bang!       | After School   |
| 2010年 | 11月17日 | Aing♡       | Orange Caramel |
| 2011年 | 11月29日 | LOVE LETTER | Happy Pledis   |
| 2015年 | 2月26日  | I'm Bad     | NU'EST         |
| 2015年 | 12月17日 | PICK ME     | PRODUCE 101    |

## 影視作品

### 固定綜藝
| 日期                  | 電視台 | 節目名稱    | 備註   |
| 2016年1月22日－4月1日 | Mnet   | PRODUCE 101 | 出道前 |

### 綜藝節目
| 年份   | 日期     | 電視台   | 節目名稱                                   | 備註        |
| 2016年 | 9月29日  | FashionN | 《拜托了梳妆台》                           | 出道前      |
| 2017年 | 4月3日   | KBS      | 《大国民脱口秀-你好》                      |             |
| 2017年 | 5月1日   | SBS funE | 《The Show Fan PD - DIY idol fan meeting》 |             |
| 2017年 | 9月7日   | Mnet     | 《偶像學校》                               | 指導練習生  |
| 2017年 | 10月13日 | Mobidic  | 风之女儿们                                 | 於Vlive直播 |
| 2017年 | 10月20日 | Mobidic  | 风之女儿们                                 | 於Vlive直播 |
| 2018年 | 2月15日  | MBC      | 《MBC偶像明星運動會》                      | 60m短跑     |
| 2018年 | 2月16日  | MBC      | 《MBC偶像明星運動會》                      | 400m接力    |

### 节目主持
| 日期                         | 電視台 | 節目名稱       | 備註   |
| 2017年4月22日－2018年1月27日 | MBC    | Show! 音樂中心 | 固定MC |

## 獎項

### 大型頒獎禮
| 日期           | 名稱        | 獎項                     | 結果 |
| 2017年12月29日 | MBC演藝大獎 | 新人獎(音樂或脫口秀部門) | 提名 |